# Adelsnäs
Adelsnäs är ett säteri och svenskt jordbruksföretag i Åtvids socken i Åtvidabergs kommun i Östergötlands län. Företaget omfattar det tidigare Baroniet Adelswärds ägor med säteriet Adelsnäs och tillhörande jordbruksfastigheter. Säteriets huvudbyggnad uppfördes i engelsk stil 1916–1920 efter ritningar av arkitekten Isak Gustaf Clason. Till byggnaden hör en kulturhistoriskt intressant Arts and Crafts-inspirerad parkanläggning.

## Huvudbyggnaden
Huvudbyggnaden uppfördes 1916–1920 under ledning av arkitekten Isak Gustaf Clason och ersatte en tidigare äldre envåningsbyggnad från 1700-talet. Den äldre byggnaden flyttades till Adelsnäs gård Västantorp och blev efter en ombyggnad ledd av arkitekt Carl Westman huvudbyggnad för Adelsnäs trädgårdsskola. Den äldre byggnaden hade sex flyglar, fyra av dem är bevarade. Den nuvarande huvudbyggnaden har tidstypiska drag av nationalromantik och inspiration från England. Den kännetecknas av en oregelbunden plan och stora plana putsade murytor som omger fönstren. Byggnaden ansluter intimt till det omgivande parklandskapet.

## Parken
Parken kring huvudbyggnaden omvandlades under nästan 40 år (1883–1920) till dagens skick och var en del av den stora omvandling och modernisering av egendomen som skedde under ledning av Theodor Adelswärd som omvandlade bruket till ett modernt industriföretag och inledde det som skulle bli Adelsnäs sista storhetsperiod.
Parken utformades under ledning av Theodor Adelswärd och arkitekten Isak Gustaf Clason samt trädgårdsmästaren Rudolf Abelin och var vid färdigställandet tydligt inspirerad av den engelska Arts and Crafts-rörelsen. I utformningen deltog bland annat också Ester Claesson som ritade den sjunkna trädgården.
I parken finns också en solkanon som avfyras varje dag under sommarmånaderna.

## Historia
Egendomen anlades av Johan Adelswärd  (1690–1729) som byggde upp stora markegendomar i Östergötland och Småland kring gården Adelsnäs (tidigare Näs) och Åtvidabergs koppargruva. Näs hade tidigare under 1600-talet (1613-1655) ägts av Nils Assersson Mannersköld som hade fått Näs av Hertig Johan.. Adelsnäs fick en storhetsperiod från slutet av artonhundratalet när Theodor Adelswärd utvecklade egendomarna och lade grund till modern industriproduktion som övertogs av AB Åtvidabergs Förenade Industrier (som senare utvecklades till Facit AB). Under den perioden byggdes den nuvarande huvudbyggnaden och parken anlades.

## Adelsnäs idag
Adelsnäs är ett av Sveriges största privata jordbruksföretag och jordägare. Egendomen omfattar 23 000 hektar mark och vatten. Företaget är verksamt inom fem områden, skogs- och lantbruk, fastighetsförvaltning samt vatten- och viltvård. Gården är också Sveriges näst största idag. Den nuvarande ägaren heter Gustaf Adelswärd.